# Giacinto Lambiasi
Giacinto Lambiasi (Cagliari, 16 agosto 1896 – 1974) è stato un astista italiano, sei volte campione nazionale assoluto del salto con l'asta e primatista italiano di questa specialità tra il 1921 e il 1926.

## Record nazionali
- Salto con l'asta[4]: 
  - 3,59 m ( Napoli, 13 giugno 1926)
  - 3,57 m ( Bologna, 24 giugno 1923)
  - 3,55 m ( Milano, 31 maggio 1923)
  - 3,505 m ( Milano, 24 settembre 1922)
  - 3,47 m ( Valenza, 21 agosto 1921)
  - 3,455 m ( Milano, 26 giugno 1921)

## Progressione

### Salto con l'asta
| Stagione | Misura  | Luogo         | Data      | Rank. Ita. |
| -------- | ------- | ------------- | --------- | ---------- |
| 1931     | 3,44 m  | Monza         | 4-6-1931  | 6º         |
| 1930     | 3,60 m  | Roma          | 1-11-1930 | 4º         |
| 1929     | 3,40 m  | Genova        | 8-9-1929  | 4º         |
| 1928     | 3,60 m  | Milano        | 1-7-1928  | 4º         |
| 1927     | 3,40 m  | Genova        | 18-4-1927 | 4º         |
| 1926     | 3,59 m  | Napoli        | 13-6-1926 | 1º         |
| 1925     | 3,45 m  | Busto Arsizio | 17-5-1925 | 1º         |
| 1924     | 3,52 m  | Firenze       | 29-5-1924 | 1º         |
| 1923     | 3,57 m  | Bologna       | 24-6-1923 | 1º         |
| 1922     | 3,505 m | Milano        | 24-9-1922 | 1º         |
| 1921     | 3,47 m  | Valenza       | 21-8-1921 | 1º         |
| 1920     | 3,20 m  | Milano        | 3-10-1920 | 1º         |

## Campionati nazionali
6 volte campione italiano assoluto del salto con l'asta (1920, 1921, 1924, 1925, 1926, 1929)
1920
- Oro ai campionati italiani assoluti, salto con l'asta - 3,20 m

1921
- Oro ai campionati italiani assoluti, salto con l'asta - 3,35 m

1922
- Argento ai campionati italiani assoluti, salto con l'asta - 3,30 m[5]

1923
- Bronzo ai campionati italiani assoluti, salto con l'asta - n/d[6]

1924
- Oro ai campionati italiani assoluti, salto con l'asta - 3,52 m

1925
- Oro ai campionati italiani assoluti, salto con l'asta - 3,45 m

1926
- Oro ai campionati italiani assoluti, salto con l'asta - 3,59 m

1928
- Argento ai campionati italiani assoluti, salto con l'asta - 3,60 m

1929
- Oro ai campionati italiani assoluti, salto con l'asta - 3,40 m

1931
- Bronzo ai campionati italiani assoluti, salto con l'asta - 3,40 m